# Valerio Piva
Valerio Piva (Ceresara, 5 luglio 1958) è un dirigente sportivo ed ex ciclista su strada italiano.
Professionista dal 1982 al 1991, dal 2002 ricopre incarichi di direttore sportivo per formazioni professionistiche.

## Carriera
Dopo aver vinto, tra i dilettanti, una tappa della Corsa della Pace 1980, passò professionista nel 1982 con la Bianchi-Piaggio di Giancarlo Ferretti, rimanendovi fino al 1984; dopo due stagioni alla Sammontana-Bianchi, formazione in cui era confluita la Bianchi, nel 1987 approdò alla Ariostea, di nuovo sotto la guida di Ferretti. Lasciò l'attività professionistica al termine del 1991.
Nel 2002 passa a svolgere l'incarico di direttore sportivo. Dopo aver diretto dall'ammiraglia diverse formazioni professionistiche, tra cui dal 2005 al 2011 la T-Mobile/Columbia/HTC, dal 2014 al 2020 è direttore sportivo del team statunitense BMC, noto dal 2019 come CCC Team. Nel 2021, con la chiusura del CCC Team, passa nello staff tecnico del team belga Intermarché-Wanty-Gobert Matériaux; nel 2024 passa invece nello staff del team australiano Jayco AlUla.

## Palmarès
- 1980 (dilettanti)

12ª tappa Corsa della Pace (Sokolov > Příbram)

### Altri successi
- 1983 (Bianchi-Piaggio)

1ª tappa Giro d'Italia (Brescia > Mantova, cronosquadre)

## Piazzamenti

### Grandi Giri
- Giro d'Italia

1983: 112º
1986: 59º
1987: 74º
1988: 100º
- Tour de France

1990: 109º